# Jätkänkynttilä
El Jätkänkynttilä o Pont de l'espelma del llenyataire i en anglès Lumberjack's Candle Bridge és probablement el paisatge urbà més significant i reconeixible de Rovaniemi. El pont que s'estén 327 m (amb un tram principal de 126 m) per sobre el riu Kemijoki va ser obert al trànsit públic el 28 de setembre de 1989 i és actualment el primer dels ponts atirantats de Finlàndia. El disseny del pont és el resultat d'un concurs dut a terme el 1982/83. El disseny guanyador ret homenatge als llenyataires de la ciutat. A la part superior de les dues columnes principals del pont hi ha 36 llums fluorescents de sodi que funcionen dia i nit i simbolitzen la llum d'una espelma de llenyataire. Els pilars més alts fan 47 m per sobre de la coberta del pont i estan suportats per 8 parells de cables posats en forma de ventall. El millor recorregut per arribar al pont és caminar cap a la riba del riu des del centre de la ciutat des d'on es veu el pont fàcilment i aleshores dirigir-se tot recte cap allà.